# سكوت ويليامسون
سكوت ويليامسون (بالإنجليزية: Scott Williamson) هو لاعب كرة قاعدة أمريكي، ولد في 17 فبراير 1976 في فورت بولك نورث في الولايات المتحدة.

## وصلات خارجية
- سكوت ويليامسون على موقع دوري كرة القاعدة الرئيسي (الإنجليزية)
- سكوت ويليامسون على موقعبيزبول رفرنس.كوم (الدوري الرئيسي) (الإنجليزية)
- سكوت ويليامسون على موقعبيزبول رفرنس.كوم (الدوري الثانوي) (الإنجليزية)
- سكوت ويليامسون على موقع إي إس بي إن.كوم (أم.أل.بي) (الإنجليزية)
- سكوت ويليامسون على موقع مشجعي الرسوم البيانية (الإنجليزية)